# Kodolányi Gábor
Kodolányi Gábor (Keszthely, 1981. május 14.–) formatervező.
Keszthelyi tanulmányait követően Budapesten a Ferenczy István Vizuális Műhely, majd a Nyugat-magyarországi Egyetem Alkalmazott Művészeti Intézet (Sopron) formatervező művész hallgatója volt. Egyetemi tanulmányai során az iparművészeti (design orientált) tervezés mellett a kompozitok fejlesztésével és új alkalmazási alternatíváinak kidolgozásával foglalkozik. Diplomamunkájának címe Utcabútor reciklált gumi felhasználásával (2009).
Tanulmányai befejezését követően egyéni tervezői tevékenységet folytat Győrben. Munkáit jellemzi a játékos tervezői szabadság, a stílusjellegű kategorizálást mellőzve. Bútorai helyenként markánsan gépiesek, vagy organikus harmóniát kereső, egyszerű tisztaságra törekvő alkotások.
A tervezői tevékenysége mellett a Széchenyi István Egyetemen (Győr) tanít.

## Tagságai
- MAOE (Magyar Alkotóművészek Országos Egyesülete) Választmányi tag (Győr-Moson-Sopron Megyei területi képviselő)
- FISE (Fiatal Iparművészek Stúdiója Egyesület)

## Kiállításai
- Csoportos kiállítás, plasztikák, Sopron, Torony galéria, 2006
- Kompozit szék kiállítása, Innolignum, Sopron, 2008
- Új generáció BNV Bútorvilág kiállítás, Budapest, 2008

## Főbb munkái
- In verso-vasaló (2006)
- Axon-szék (2007)
- Tokra-fürdőszoba bútor család (2007)
- The bench-Utcabútor (2009)
- Organikus árnyékolórendszerek (2009)

## Előadásai
- A MAOE felkérése. Belsőépítészek Országos Találkozója (BOT) Konferenciáján, Zsennye, 2009